# Villa incisvia
Villa incisvia är en tvåvingeart som beskrevs av Joseph Hannum Painter 1962. Villa incisvia ingår i släktet Villa och familjen svävflugor. Inga underarter finns listade i Catalogue of Life.